# Cotoneaster yui
Cotoneaster yui är en rosväxtart som beskrevs av Jeanette Fryer, B.Hylmö. Cotoneaster yui ingår i släktet oxbär, och familjen rosväxter. Inga underarter finns listade i Catalogue of Life.